# Jezioro łabędzie

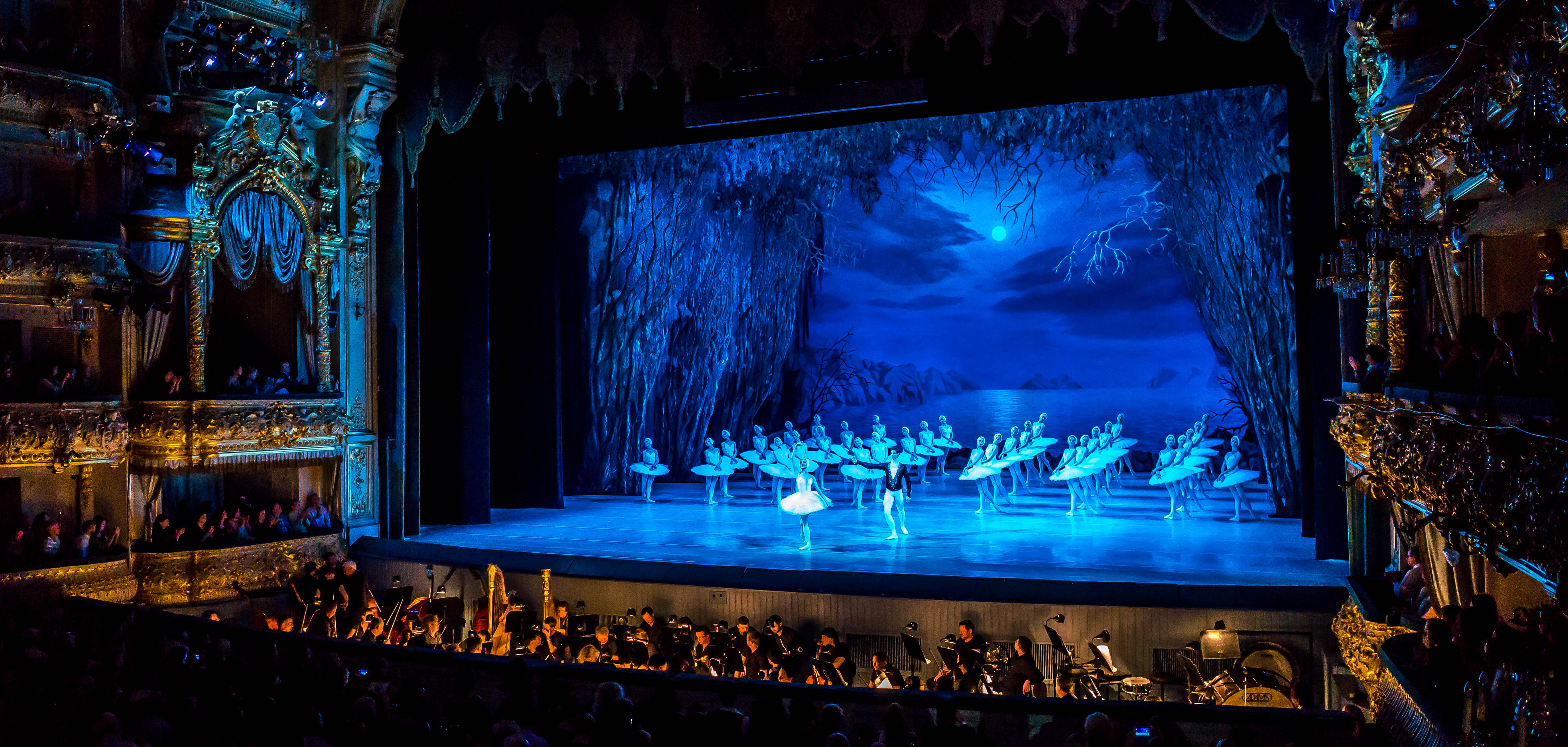
Jezioro łabędzie, Teatr Maryjski w Petersburgu (choreografia: Marius Petipa i Lew Iwanow)

Jezioro łabędzie (ros. Лебединое oзеро) – skomponowany przez Piotra Czajkowskiego w 1876 roku balet klasyczny w czterech aktach. Autorami libretta byli Władimir Biegiczew i Wasilij Gelcer.
Prapremiera Jeziora łabędziego w choreografii Wentzela Reisingera miała miejsce w Teatrze Bolszoj w Moskwie 4 marca 1877, ale uznana została jako nieudana, dlatego przez kilkanaście lat balet nie zyskał zainteresowania innych teatrów.
Premiera petersburska, z librettem przerobionym przez Modesta Czajkowskiego (brata zmarłego kompozytora), w nowej redakcji muzycznej Riccarda Drigo, w słynnej choreografii Mariusa Petipy (akty I i III) i Lwa Iwanowa (akty II i IV), odbyła się 15 stycznia 1895. Dopiero ona odniosła sukces i stała się wzorcem dla wielu późniejszych choreografów, którzy przerabiali czasem libretto, zmieniali redakcję muzyczną partytury, dodawali nowe postacie, a także modyfikowali choreografię (zwłaszcza aktów Petipy), szanując jednak zwykle II akt autorstwa Lwa Iwanowa, uchodzący do dzisiaj za jedno z arcydzieł choreograficznych wszech czasów.
Polska premiera w choreografii Raffaele Grassiego według wersji petersburskiej odbyła się 30 grudnia 1900 w Teatrze Wielkim w Warszawie.

## Postacie
Według premierowej wersji petersburskiej:
- Książę Zygfryd
- Księżna, matka Zygfryda
- Benno, przyjaciel księcia Zygfryda
- Odetta, dziewczyna zaklęta w królową łabędzi (biały łabędź)
- Rotbart, zły czarnoksiężnik
- Odylia, córka Rotbarta (czarny łabędź)
- Wolfgang, opiekun księcia Zygfryda
- Mistrz ceremonii
- Nadworny błazen
- Przyjaciele księcia
- Dziewczęta zaklęte w łabędzie
- Goście na dworze książęcym
- Sześć panien (Narzeczone)
- Wieśniacy

Akcja rozgrywa się w nieokreślonej epoce, w jakimś zakątku Niemiec.

## Treść baletu
(Poniższe streszczenie jest przeróbką libretta zastosowaną w warszawskiej inscenizacji z 2001 roku. Oryginalną treść baletu z pierwszej wersji petersburskiej zamieszcza Przewodnik baletowy Ireny Turskiej)

### Akt I
Dworska biblioteka. Książę wraz z rówieśnikami ze szkoły wojskowej i z przyjacielem Bennem oczekuje na przybycie matki. Z okazji pełnoletniości syna panująca księżna wręcza mu rodowy medalion. Oznajmia też Zygfrydowi, że nazajutrz podczas balu powinien wybrać przyszłą żonę spośród zaproszonych księżniczek. Zygfryd zgadza się w pośpiechu, bowiem przyjaciele wraz z okolicznymi wieśniakami przygotowują dla niego wesołą zabawę w dworskim parku. Wszyscy tańczą, panuje beztroska atmosfera. Także generał, nauczyciel księcia i innych kadetów, ulega ogólnemu nastrojowi, zapominając o tym, że księżna nakazała mu troszczyć się o syna. Wraz z zapadającym zmierzchem pojawia się Zły Duch. Zwabia on księcia nad jezioro, gdzie przyjmuje postać nocnego ptaka – puchacza. Tutaj dokona się los Zygfryda.

### Akt II
Nad brzegiem jeziora książę spotyka łabędzia i zakochuje się w nim od pierwszego wejrzenia. Jest to Odetta, zaklęta w łabędzia przez czarnoksiężnika. Jeśli ktoś poprzysięgnie jej prawdziwą miłość, zgubne czary stracą swoją moc i zarówno ona, jak i towarzyszące jej dziewczęta łabędzie wrócą na zawsze do ludzkiej postaci. Oczarowany urodą Odetty, książę przysięga jej wieczną miłość.

### Akt III
Trwa bal wydany przez księżną matkę. Przybywają zaproszeni goście, a wśród nich księżniczki: węgierska, neapolitańska, hiszpańska, rosyjska i polska. Wreszcie pojawia się spóźniony Zygfryd. Jest nadal pod wrażeniem spotkania z Odettą i księżniczki nie robią na nim większego wrażenia. Nagle rozlegają się fanfary, obwieszczając przybycie nieoczekiwanych gości. To czarnoksiężnik Rotbart z córką Odylią, łudząco podobną do Odetty. Pod wpływem czarów Zygfryd przysięga miłość Odylii, skazując w ten sposób Odettę na wieczne cierpienie. Gdy uświadamia sobie okrutną ironię losu, pełen niezmiennej miłości do Odetty, biegnie nad jezioro.

### Akt IV
Nocą nad brzegiem jeziora Zły Duch, pod postacią puchacza, chełpi się swym zwycięstwem nad dobrem. Dziewczęta łabędzie oczekują na Odettę, która pojawia się załamana, przygotowana na najgorsze. Zły Duch wie, że dziewczęta czerpią siłę ze swych ludzkich postaci. Próbuje więc zebrać je razem, aby ponownie zamienić w ptaki. W tym momencie nadbiega Zygfryd i ku swemu przerażeniu odnajduje Odettę na wpół żywą. Słowami miłości i skruchy przywraca ją do życia. Wszystkimi siłami próbują oboje przeciwstawić się złemu losowi. Odetta czuje, że tylko śmierć może ich połączyć. Rzuca się ze skały, a książę podąża za nią. Wzburzone śmiercią Odetty i Zygfryda dziewczęta łabędzie topią swego prześladowcę i wznoszą się ku niebu śladem Odetty i Zygfryda. Noc rządzi się jednak swoimi prawami i znów pojawia się Zły Duch łaknący nowej ofiary.

## Inne wersje baletu

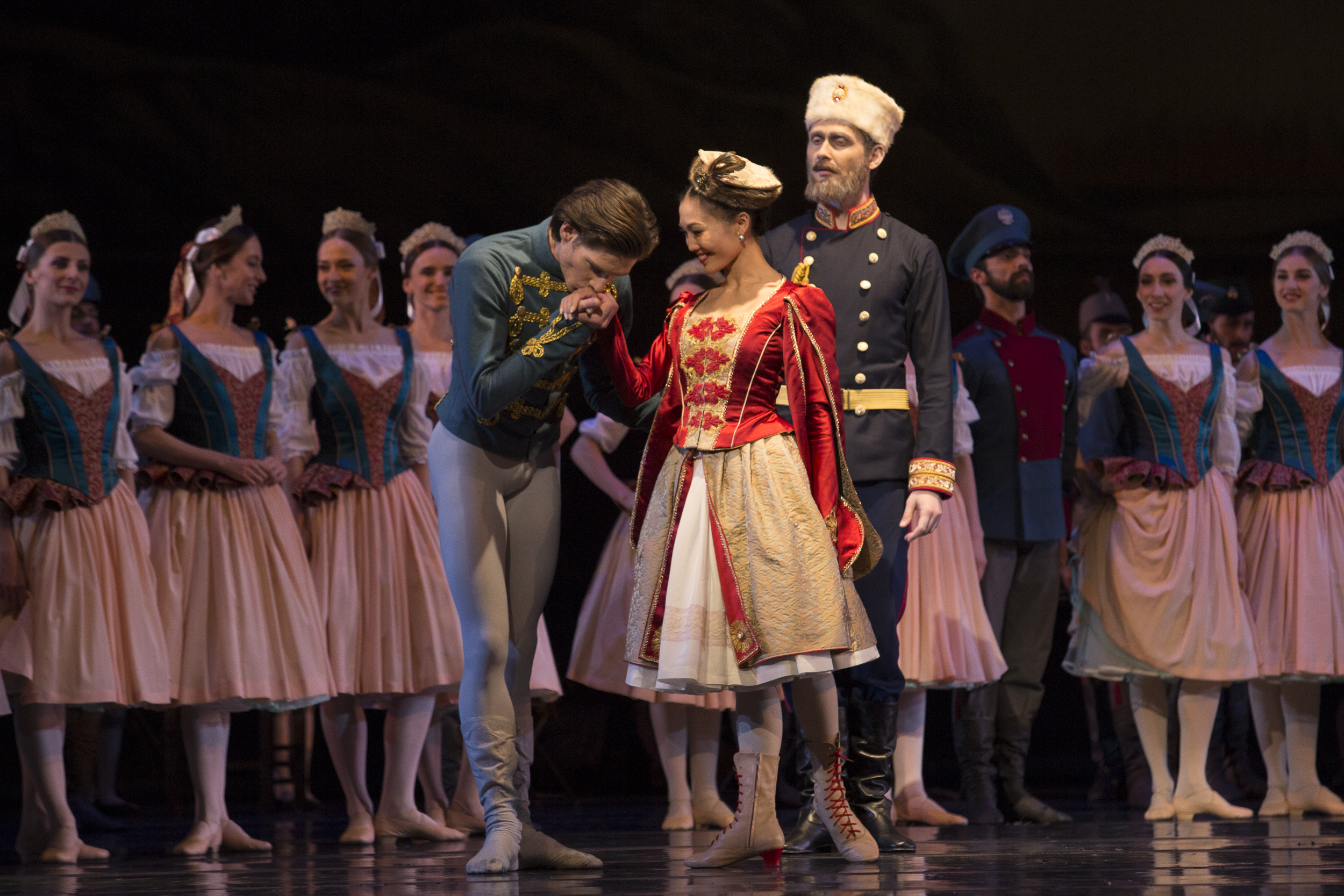
Jezioro łabędzie w choreografii Krzysztofa Pastora, tańczą: Władimir Jaroszenko (Carewicz Niki), Yuka Ebihara (Matylda Krzesińska) i Robert Bondara (Car Aleksander), Polski Balet Narodowy

Było też kilka wersji Jeziora łabędziego odchodzących od akademickiego schematu dramaturgicznego i choreograficznego tego baletu. W hamburskiej interpretacji John Neumeier (1976) przedstawił i udramatyzował pogłębiającą się depresję psychiczną króla Ludwika Bawarskiego i jego zmagania z aniołem śmierci. Powstała szwedzka wersja Matsa Eka (1987), którego zainteresowały edypalne relacje syna z matką. W 1995 miało premierę brytyjskie, genderowe przedstawienie Matthew Bourne’a (1995), w którym odtrącony przez matkę, współczesny książę poszukuje własnej tożsamości emocjonalnej w świecie męskich łabędzi. Z kolei australijski choreograf Graeme Murphy oparł swoje Jezioro łabędzie na historii brytyjskiego trójkąta miłosnego księcia Karola, księżniczki Diany i Kamili Parker Bowles (Australian Ballet, 2002).

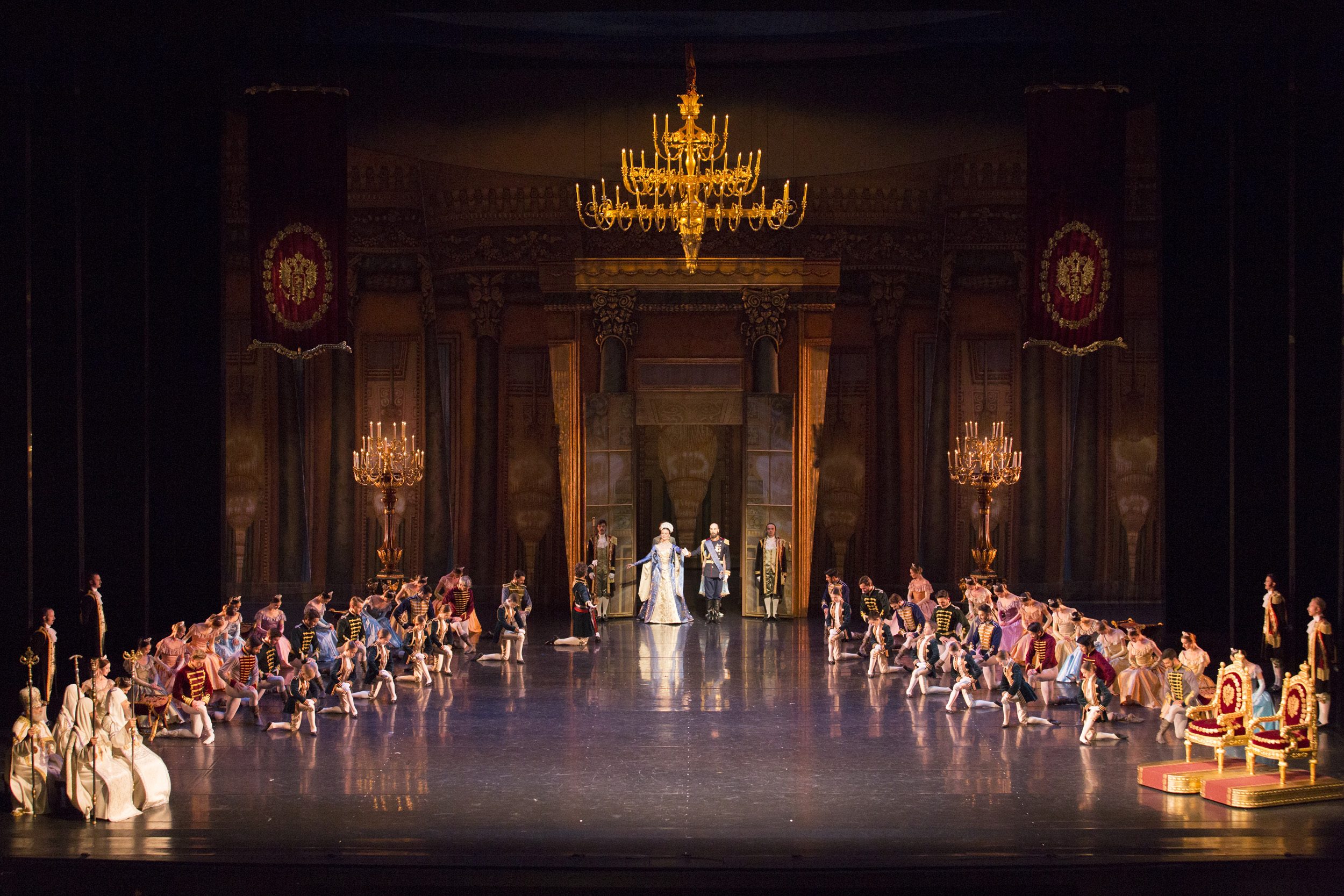
Jezioro łabędzie w choreografii Krzysztofa Pastora, Polski Balet Narodowy

W Polsce nową interpretację treściową i choreograficzną zaproponowali w Teatrze Wielkim – Operze Narodowej librecista Paweł Chynowski i choreograf Krzysztof Pastor (2017) w inscenizacji i wykonaniu Polskiego Baletu Narodowego. Akcja ich Jeziora łabędziego rozgrywa się w Rosji lat 1882–1896 i przedstawia historię rozterek miłosnych następcy rosyjskiego tronu, carewicza Nikiego (późniejszego Mikołaja II Romanowa), zakochanego jednocześnie w tamtych latach w heskiej księżniczce Alix (jego późniejszej żonie Aleksandrze Fiodorownej) i w balerinie cesarskiego baletu petersburskiego, Polce Matyldzie Krzesińskiej. Twórcom tego przedstawienia udało się jednak pogodzić tę opowieść z bajkowym wątkiem zaklętej w łabędzia Odetty, a nową choreografię większości baletu z najcenniejszymi fragmentami tradycyjnej choreografii Lwa Iwanowa i Mariusa Petipy.

## Wykorzystanie
Fragmenty Jeziora łabędziego można usłyszeć w filmach Jak być kochaną, Kobieta pod presją, Billy Elliot, Princess Tutu, Czacha dymi, Ludzie Boga, Scoop – Gorący temat, Pożegnalny walc, Nigdy nie mów żegnaj, Anna Karenina. Taniec z Jeziora jest punktem zwrotnym w musicalu Billy Elliot (powstałym w oparciu o wcześniej wymieniony film). Elektroniczną wersję fragmentu Jeziora łabędziego wykorzystano w serii gier logicznych Lemmings. Fragment Jeziora łabędziego można też usłyszeć na końcu piosenki Depuis Le Dèbut z płyty Love Lust Faith + Dreams zespołu Thirty Seconds to Mars.
Jezioro łabędzie jest jednym z motywów fabuły filmu Darrena Aronofsky’ego Czarny łabędź. W 1994 na podstawie baletu powstał amerykański film animowany Księżniczka łabędzi (The Swan Princess). Muzyka z Jeziora łabędziego jest także często wykorzystywana jako tło podczas występów w dyscyplinach artystycznych (łyżwiarstwo figurowe, gimnastyka artystyczna).
Emisja tego przedstawienia w radzieckiej telewizji państwowej wczesnym rankiem 19 sierpnia 1991 poprzedziła komunikat o wprowadzeniu w ZSRR stanu wyjątkowego i przejęcia władzy w państwie przez samozwańczy komitet (pucz moskiewski). Emisje baletu podobnie towarzyszyły już wcześniej zmianie władzy w ZSRR.